# Franciszek Machalski (iranista)
Franciszek Machalski (ur. 5 lipca 1904 w Braddock, zm. 24 stycznia 1979 w Krakowie) – zasłużony polski iranista. Pracownik i wykładowca Uniwersytetu Jagiellońskiego. Redaktor „Folia Orientalia". 
Urodził aię w USA, w wieku 6 lat wrócił do Polski. W 1924 rozpoczął studia na Wydziale Humanistycznym Uniwersytetu Jana Kazimierza we Lwowie. Początkowo studiował filologie polską i germańską, następnie także orientalistykę. Pracę doktorską Znamiona, proroctwa Muhammeda, napisaną pod kierunkiem profesora 
Zygmunta Smogorzewskiego, obronił w 1930 roku. W latach 1929-1931 pełnił funkcję zastępcy asystenta przy Katedrze Historii Islamu lwowskiej uczelni. Od 1931 do wybuchu drugiej wojny światowej był nauczycielem języka polskiego w szkołach średnich - w Tłumaczu i Tarnopolu. W 1941 został aresztowany przez KGB i osadzony w więzieniu w Wierchnieuralsku. Po zwolnieniu dołączył do armii gen. Andersa, z którą znalazł się w Iranie. Machalski opuścił Iran na początku  1946, by podjąć pracę w Instytucie Polskim w Bejrucie. W lipcu 1947 powrócił do Polski, zamieszkał w Bytomiu, pracował jako nauczyciel języka polskiego w liceum. W 1951 rozpoczął, dojeżdżając do Krakowa, wykłady zlecone w Katedrze Filologii Orientalnej UJ. W 1953 otrzymał etat adiunkta, a w 1956 nadano mu tytuł docenta. Wtedy przeniósł się na stałe do Krakowa. W 1969 został profesorem nadzwyczajnym i od tego czasu, aż do przejścia na emeryturę w 1974, pełnił funkcję kierownika Zakładu Iranistyki UJ.W latach 1966-1969 pełnił funkcję prodziekana Wydziału Filologicznego UJ. Został odznaczony Srebrnym Krzyżem Zasługi w 1938 i Krzyżem Kawalerskim Orderu Odrodzenia Polski w 1973. Został pochowany na cmentarzu Bronowickim w Krakowie.

## Ważniejsze prace i dzieła
- Od Cyrusa do Mosaddeka. Warszawa: Książka i Wiedza, 1960. Brak numerów stron w książce
- Wypisy perskie. T. 1: Literatura współczesnego Iranu. Kraków: Uniwersytet Jagielloński, 1958. Brak numerów stron w książce
- Wypisy perskie. T. 2: Literatura klasyczna Iranu X-XIX wieku. Kraków: Uniwersytet Jagielloński, 1958. Brak numerów stron w książce
- Historyczna powieść perska: Materiały do studiów nad współczesną literaturą Iranu. T. 4. Kraków: Polskie Towarzystwo Orientalistyczne, 1952, seria: Biblioteka Wschodnia. Brak numerów stron w książce
- Wędrówki irańskie. Kraków: Wiedza Powszechna, 1960. Brak numerów stron w książce
- Franciszek Machalski, oprac. Kinga Paraskiewicz i Krzysztof Paraskiewicz: Z ziemi perskiej do Polski. Wybór tekstów. Kraków: Księgarnia Akademicka, 2016. ISBN 978-83-7638-727-7. Brak numerów stron w książce